# Ida van Saksen-Meiningen

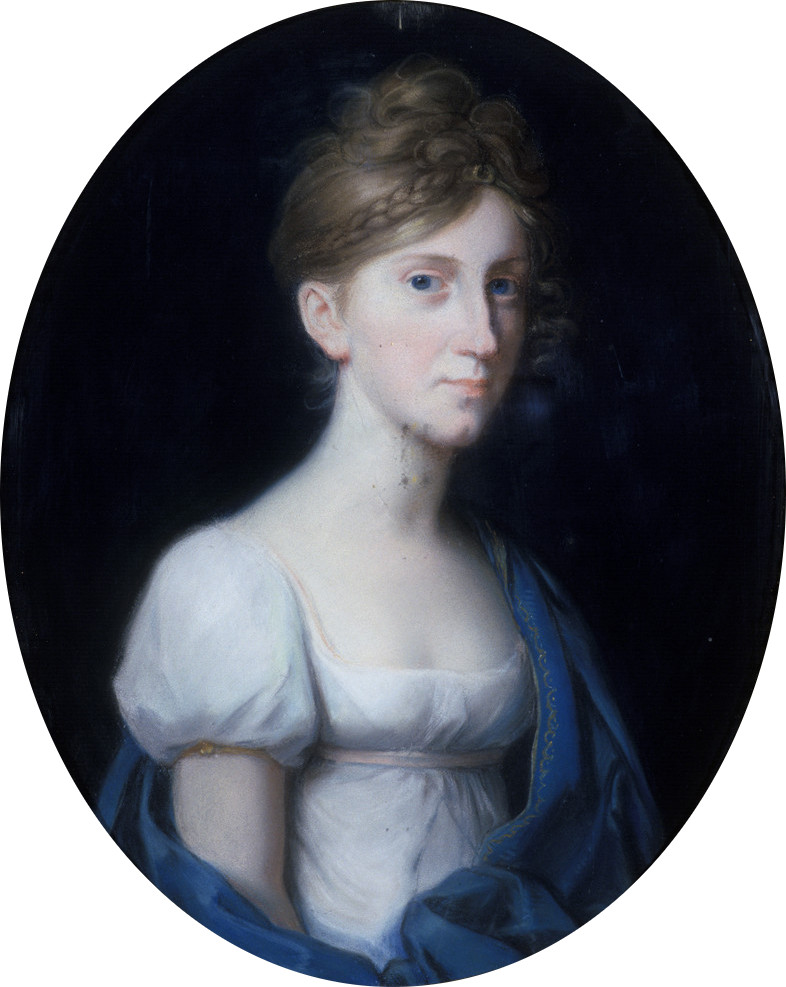
Ida van Saksen-Meiningen

Ida van Saksen-Meiningen (Meiningen, 25 juli 1794 - Weimar, 4 april 1852) was een prinses van Saksen-Meiningen.
Zij was het tweede kind en de oudste dochter van George I van Saksen-Meiningen en Louise Eleonore van Hohenlohe-Langenburg. Haar zuster, Adelheid van Saksen-Meiningen zou later trouwen met koning Willem IV van het Verenigd Koninkrijk en zij zou een van de peetouders worden van Arthur van Connaught en Strathearn.
Zelf trouwde ze op 30 mei 1816 met Karel Bernhard van Saksen-Weimar-Eisenach. Het paar kreeg de volgende kinderen:
- Louise Wilhelmina (1817-1832)
- Willem Karel (1819-1839)
- Amelie Auguste (1822-1822)
- Eduard (1823-1902)
- Herman Bernhard (1825-1901)
- Frederik Gustaaf (1827-1892)
- Anna Amelie (1828-1864)
- Amalia (1830-1872) ∞ prins Hendrik der Nederlanden